# Giro d'Italia 2015
Giro d'Italia 2015 var den 98. udgave af verdens næststørste etapeløb, Giro d'Italia. 2015 udgaven begyndte den 9. maj i San Lorenzo al Mare, nær Sanremo

## Deltagere
Siden Giro d'Italia er en del af UCI World Tour, var alle 17 UCI ProTour-hold automatisk inviteret og forpligtet til at sende et hold. Derudover inviterede arrangøren RCS Sport yderlige fem hold til løbet. Dermed blev der i alt 198 ryttere i feltet med ni på hvert hold.
UCI ProTour hold
● Ag2r-La Mondiale
● Astana Pro Team
● BMC Racing Team
● Etixx-Quick Step
● Cannondale-Garmin
● FDJ.fr
● IAM Cycling
● Lampre-Merida
● Lotto-Soudal
● Team Movistar
● Orica GreenEDGE
● Team Cannondale-Garmin
● Team Giant-Alpecin
● Team Katusha
● Team LottoNL - Jumbo
● Team Sky
● Tinkoff-Saxo
● Trek Factory Racing
UCI Professionel Kontinental hold
● Androni-Sidermec
● Bardiani CSF
● CCC-Sprandi-Polkowice
● Nippo - Vini Fantini
● Southeast

## Etaper
| Etape | Dato    | Startby             | Målby                     | Km       | Sværhedsgrad | Type       | Type            | Etapevinder            | Den lyserøde førertrøje |
| ----- | ------- | ------------------- | ------------------------- | -------- | ------------ | ---------- | --------------- | ---------------------- | ----------------------- |
| 1     | 9. maj  | San Lorenzo Al Mare | Sanremo                   | 17,6     | [ 1 ]        | Tempo      | Holdenkeltstart | Orica-GreenEDGE        | Simon Gerrans (OGE)     |
| 2     | 10. maj | Albenga             | Genova                    | 177      | [ 2 ]        | Flad       | Flad            | Elia Viviani (SKY)     | Michael Matthews (OGE)  |
| 3     | 11. maj | Rapallo             | Sestri Levante            | 136      | [ 3 ]        | Kuperet    | Kuperet         | Michael Matthews (OGE) | Michael Matthews (OGE)  |
| 4     | 12. maj | Chiavari            | La Spezia                 | 150      | [ 4 ]        | Kuperet    | Kuperet         | Davide Formolo (TCG)   | Simon Clarke (OGE)      |
| 5     | 13. maj | La Spezia           | Abeone                    | 152      | [ 5 ]        | Kuperet    | Kuperet         | Jan Polanc (LAM)       | Alberto Contador (TCS)  |
| 6     | 14. maj | Montecatini Terme   | Castiglione Della Pescaia | 183      | [ 6 ]        | Flad       | Flad            | André Greipel (LTS)    | Alberto Contador (TCS)  |
| 7     | 15. maj | Grosseto            | Fiuggi                    | 264      | [ 7 ]        | Flad       | Flad            | Diego Ulissi (LAM)     | Alberto Contador (TCS)  |
| 8     | 16. maj | Foligno             | Montecopiolo              | 186      | [ 8 ]        | Bjergetape | Bjergetape      | Beñat Intxausti (MOV)  | Alberto Contador (TCS)  |
| 9     | 17. maj | Benevento           | San Giorgio del Sannio    | 215      | [ 9 ]        | Kuperet    | Kuperet         | Paolo Tiralongo (AST)  | Alberto Contador (TCS)  |
| H     | 18. maj | Hviledag            | Hviledag                  | Hviledag | Hviledag     | Hviledag   | Hviledag        | Hviledag               | Hviledag                |
| 10    | 19. maj | Civitanova Marche   | Forli                     | 200      | [ 10 ]       | Flad       | Flad            | Nicola Boem (COG)      | Alberto Contador (TCS)  |
| 11    | 20. maj | Forli               | Imola                     | 153      | [ 11 ]       | Kuperet    | Kuperet         | Ilnur Zarkarin (KAT)   | Alberto Contador (TCS)  |
| 12    | 21. maj | Imola               | Vicenza                   | 190      | [ 12 ]       | Kuperet    | Kuperet         | Philippe Gilbert (BMC) | Alberto Contador (TCS)  |
| 13    | 22. maj | Montecchio Maggiore | Jesolo                    | 147      | [ 13 ]       | Flad       | Flad            | Sacha Modolo (LAM)     | Fabio Aru (AST)         |
| 14    | 23. maj | Treviso             | Valdobbiadene             | 59,4     | [ 14 ]       | Tempo      | Enkeltstart     | Vasil Kiryienka (SKY)  | Alberto Contador (TCS)  |
| 15    | 24. maj | Marostica           | Madonna di Campiglio      | 165      | [ 15 ]       | Bjergetape | Bjergetape      | Mikel Landa (AST)      | Alberto Contador (TCS)  |
| H     | 25. maj | Hviledag            | Hviledag                  | Hviledag | Hviledag     | Hviledag   | Hviledag        | Hviledag               | Hviledag                |
| 16    | 26. maj | Pinzolo             | Aprica                    | 174      | [ 16 ]       | Bjergetape | Bjergetape      | Mikel Landa (AST)      | Alberto Contador (TCS)  |
| 17    | 27. maj | Tirano              | Lugano                    | 134      | [ 17 ]       | Flad       | Flad            | Sacha Modolo (LAM)     | Alberto Contador (TCS)  |
| 18    | 28. maj | Melide              | Verbania                  | 236      | [ 18 ]       | Kuperet    | Kuperet         | Philippe Gilbert (BMC) | Alberto Contador (TCS)  |
| 19    | 29. maj | Gravellona Toce     | Cervinia                  | 170      | [ 19 ]       | Bjergetape | Bjergetape      | Fabio Aru (AST)        | Alberto Contador (TCS)  |
| 20    | 30. maj | Saint-Vincent       | Sestriere                 | 199      | [ 20 ]       | Bjergetape | Bjergetape      | Fabio Aru (AST)        | Alberto Contador (TCS)  |
| 21    | 31. maj | Torino              | Milano                    | 178      | [ 21 ]       | Flad       | Flad            | Iljo Keisse (EQS)      | Alberto Contador (TCS)  |

## Trøjerne dag for dag
| Etape  | Vinder           | Lyserøde førertrøje Maglia rosa | Pointtrøje Maglia rosso passione | Bjergtrøje Maglia azzurra | Ungdomstrøje Maglia bianca | Holdkonkurrence Trofeo Fast Team |
| 1      | Orica-GreenEDGE  | Simon Gerrans                   | ingen uddeling                   | ingen uddeling            | Michael Matthews           | Orica-GreenEDGE                  |
| 2      | Elia Viviani     | Michael Matthews                | Elia Viviani                     | Bert-Jan Lindeman         | Michael Matthews           | Orica-GreenEDGE                  |
| 3      | Michael Matthews | Michael Matthews                | Elia Viviani                     | Pavel Kochetkov           | Michael Matthews           | Orica-GreenEDGE                  |
| 4      | Davide Formolo   | Simon Clarke                    | Elia Viviani                     | Pavel Kochetkov           | Esteban Chaves             | Astana Pro Team                  |
| 5      | Jan Polanc       | Alberto Contador                | Elia Viviani                     | Jan Polanc                | Fabio Aru                  | Astana Pro Team                  |
| 6      | André Greipel    | Alberto Contador                | André Greipel                    | Jan Polanc                | Fabio Aru                  | Astana Pro Team                  |
| 7      | Diego Ulissi     | Alberto Contador                | Elia Viviani                     | Jan Polanc                | Fabio Aru                  | Astana Pro Team                  |
| 8      | Beñat Intxausti  | Alberto Contador                | Elia Viviani                     | Beñat Intxausti           | Fabio Aru                  | Astana Pro Team                  |
| 9      | Paolo Tiralongo  | Alberto Contador                | Elia Viviani                     | Simon Geschke             | Fabio Aru                  | Astana Pro Team                  |
| 10     | Nicola Boem      | Alberto Contador                | Nicola Boem                      | Simon Geschke             | Fabio Aru                  | Astana Pro Team                  |
| 11     | Ilnur Zarkarin   | Alberto Contador                | Nicola Boem                      | Beñat Intxausti           | Fabio Aru                  | Astana Pro Team                  |
| 12     | Philippe Gilbert | Alberto Contador                | Nicola Boem                      | Beñat Intxausti           | Fabio Aru                  | Astana Pro Team                  |
| 13     | Sacha Modolo     | Fabio Aru                       | Elia Viviani                     | Beñat Intxausti           | Fabio Aru                  | Astana Pro Team                  |
| 14     | Vasil Kiryienka  | Alberto Contador                | Elia Viviani                     | Beñat Intxausti           | Fabio Aru                  | Astana Pro Team                  |
| 15     | Mikel Landa      | Alberto Contador                | Elia Viviani                     | Beñat Intxausti           | Fabio Aru                  | Astana Pro Team                  |
| 16     | Mikel Landa      | Alberto Contador                | Elia Viviani                     | Steven Kruijswijk         | Fabio Aru                  | Astana Pro Team                  |
| 17     | Sacha Modolo     | Alberto Contador                | Giacomo Nizzolo                  | Steven Kruijswijk         | Fabio Aru                  | Astana Pro Team                  |
| 18     | Philippe Gilbert | Alberto Contador                | Giacomo Nizzolo                  | Steven Kruijswijk         | Fabio Aru                  | Astana Pro Team                  |
| 19     | Fabio Aru        | Alberto Contador                | Giacomo Nizzolo                  | Giovanni Visconti         | Fabio Aru                  | Astana Pro Team                  |
| 20     | Fabio Aru        | Alberto Contador                | Giacomo Nizzolo                  | Giovanni Visconti         | Fabio Aru                  | Astana Pro Team                  |
| 21     | Iljo Keisse      | Alberto Contador                | Giacomo Nizzolo                  | Giovanni Visconti         | Fabio Aru                  | Astana Pro Team                  |
| Vinder | -                | Alberto Contador                | Giacomo Nizzolo                  | Giovanni Visconti         | Fabio Aru                  | Astana Pro Team                  |

### Samlet klassement
| Nr | Land       | Navn              | Hold                   | Tid         |
| -- | ---------- | ----------------- | ---------------------- | ----------- |
| 1  | Spanien    | Alberto Contador  | Tinkoff-Saxo           | 88h 22' 25" |
| 2  | Italien    | Fabio Aru         | Astana Pro Team        | + 1' 53"    |
| 3  | Spanien    | Mikel Landa       | Astana Pro Team        | + 3' 05"    |
| 4  | Costa Rica | Andrey Amador     | Movistar Team          | + 8' 10"    |
| 5  | Canada     | Ryder Hesjedal    | Team Cannondale-Garmin | + 9' 52"    |
| 6  | Tjekkiet   | Leopold König     | Team Sky               | + 10' 41"   |
| 7  | Holland    | Steven Kruijswijk | Team LottoNL-Jumbo     | + 10' 53"   |
| 8  | Italien    | Damiano Caruso    | BMC Racing Team        | + 12' 08"   |
| 9  | Frankrig   | Alexandre Geniez  | FDJ                    | + 15' 51"   |
| 10 | Rusland    | Jurij Trofimov    | Team Katusha           | + 16' 14"   |

### Pointtrøjen
| Nr | Land      | Navn             | Hold                | Point |
| -- | --------- | ---------------- | ------------------- | ----- |
| 1  | Italien   | Giacomo Nizzolo  | Trek Factory Racing | 181   |
| 2  | Belgien   | Philippe Gilbert | BMC Racing Team     | 148   |
| 3  | Italien   | Sacha Modolo     | Lampre-Merida       | 147   |
| 4  | Italien   | Elia Viviani     | Team Sky            | 144   |
| 5  | Italien   | Nicola Boem      | Bardiani CSF        | 127   |
| 6  | Belgien   | Iljo Keisse      | Etixx-Quick Step    | 98    |
| 7  | Spanien   | Alberto Contador | Tinkoff-Saxo        | 96    |
| 8  | Italien   | Marco Bandiera   | Androni-Sidermec    | 92    |
| 9  | Italien   | Diego Ulissi     | Lampre-Merida       | 83    |
| 10 | Slovenien | Luka Mezgec      | Team Giant-Alpecin  | 66    |

### Bjergtrøjen
| Nr | Land     | Navn              | Hold                   | Point |
| -- | -------- | ----------------- | ---------------------- | ----- |
| 1  | Italien  | Giovanni Visconti | Movistar Team          | 125   |
| 2  | Spanien  | Mikel Landa       | Astana Pro Team        | 122   |
| 3  | Holland  | Steven Kruijswijk | Team LottoNL - Jumbo   | 115   |
| 4  | Spanien  | Beñat Intxausti   | Team Movistar          | 107   |
| 5  | Italien  | Fabio Aru         | Astana Pro Team        | 80    |
| 6  | Colombia | Carlos Betancur   | Ag2r-La Mondiale       | 75    |
| 7  | Canada   | Ryder Hesjedal    | Team Cannondale-Garmin | 70    |
| 8  | Tyskland | Simon Geschke     | Team Giant-Alpecin     | 53    |
| 9  | Rusland  | Pavel Kochetkov   | Bardiani CSF           | 52    |
| 10 | Spanien  | Alberto Contador  | Tinkoff-Saxo           | 51    |

### Ungdomstrøjen
| Nr | Land      | Navn                       | Hold                   | Tid          |
| -- | --------- | -------------------------- | ---------------------- | ------------ |
| 1  | Italien   | Fabio Aru                  | Astana Pro Team        | 88h 24' 18"  |
| 2  | Italien   | Davide Formolo             | Team Cannondale-Garmin | + 1h 51' 46" |
| 3  | Italien   | Fabio Felline              | Trek Factory Racing    | + 1h 54' 04" |
| 4  | Colombia  | Sebastián Henao            | Team Sky               | + 2h 37' 35" |
| 5  | Frankrig  | Kenny Elissonde            | FDJ.fr                 | + 2h 45' 04" |
| 6  | Schweiz   | Silvan Dillier             | BMC Racing Team        | + 2h 51' 11" |
| 7  | Slovenien | Jan Polanc                 | Lampre-Merida          | + 2h 53' 15" |
| 8  | Colombia  | Esteban Chaves             | Orica GreenEDGE        | + 2h 59' 44" |
| 9  | Italien   | Francesco Manuel Bongiorno | Bardiani CSF           | + 3h 10' 43" |
| 10 | Spanien   | Rubén Fernández            | Movistar Team          | + 3h 16' 23" |

### Holdkonkurrencen
| Nr | Land           | Hold                   | Tid          |
| -- | -------------- | ---------------------- | ------------ |
| 1  | Kasakhstan     | Astana Pro Team        | 264h 42' 31" |
| 2  | USA            | BMC Racing Team        | + 43' 16"    |
| 3  | Storbritannien | Team Sky               | + 1h 13' 51" |
| 4  | Spanien        | Movistar Team          | + 1h 20' 16" |
| 5  | USA            | Team Cannondale-Garmin | + 2h 26' 57" |
| 6  | Belgien        | Lotto-Soudal           | + 3h 02' 42" |
| 7  | Rusland        | Tinkoff-Saxo           | + 3h 14' 36" |
| 8  | Rusland        | Team Katusha           | + 3h 32' 21" |
| 9  | Frankrig       | FDJ                    | + 4h 27' 13" |
| 10 | Belgien        | Etixx-Quick Step       | + 4h 43' 52" |